# La vedova bianca/Semplice felicità
La vedova bianca/Semplice felicità è un singolo della cantante italiana Orietta Berti pubblicato nel 1972 dalla casa discografica Polydor

## Descrizione
La cantante presente il brano Una vedova bianca alla chiusura del programma Ieri e oggi 1972 dove lei è stata ospite.
Il brano Semplice felicità nel 1970 è stata la sigla del programma televisivo La cugina Orietta, viene pubblicata su disco solo nel 1972.

## Tracce
1. La vedova bianca (Di Claudio Celli e Umberto Decimo)
2. Semplice felicità (Di Aldo Cazzulani, Bruno Corbucci, Mario Amendola e Riccardo Ventellini)